# 刘艳 (花样滑冰运动员)

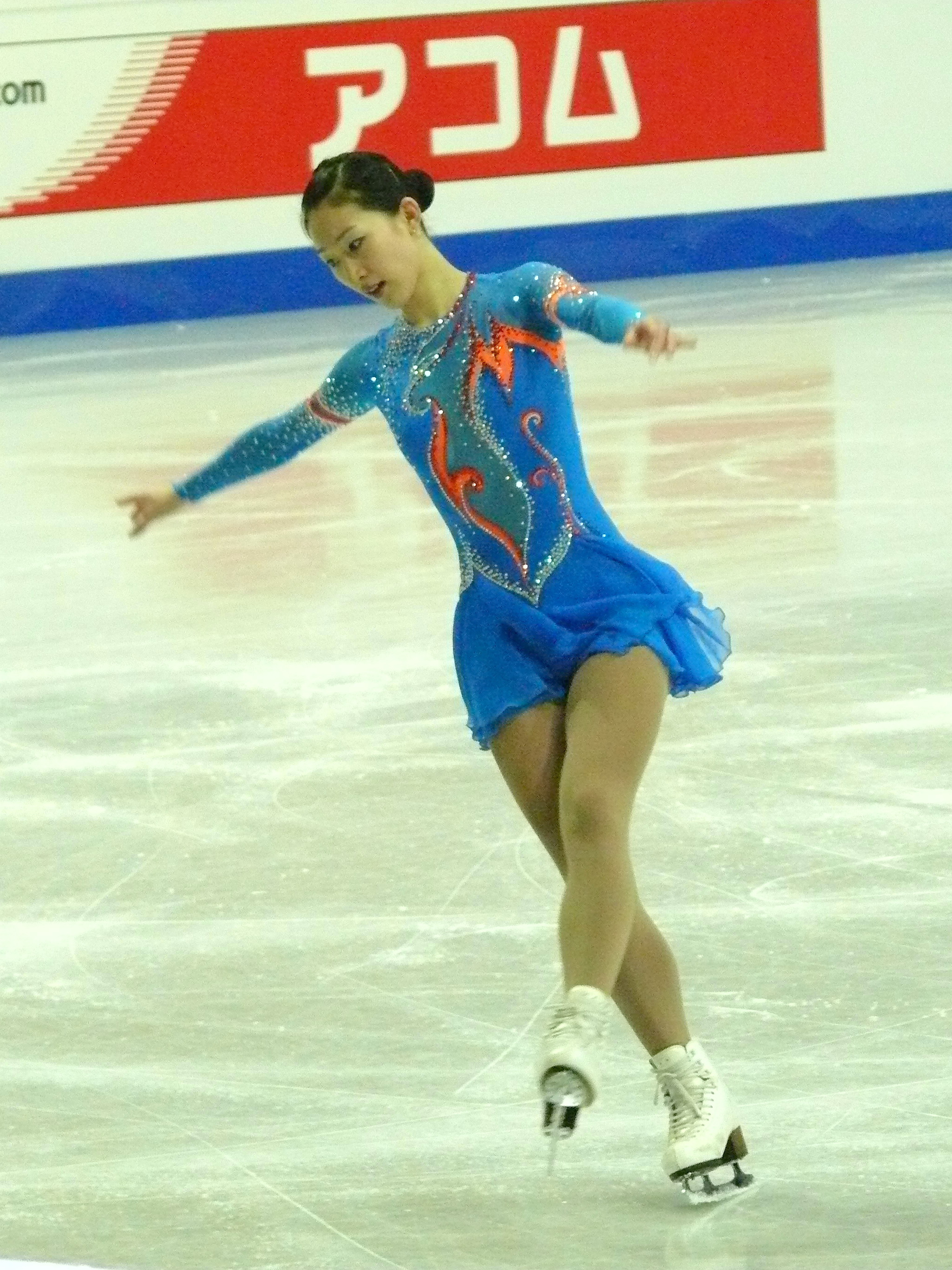
劉艷

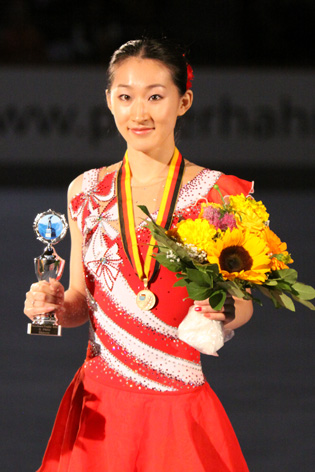
劉艷於2009 Nebelhorn Trophy

劉艷（1984年8月30日—），女，黑龍江人，中國花樣滑冰單人滑小項運動員。

## 生平
劉艷於年幼時開始學習溜冰，於2003年中的世界花樣滑冰大獎賽的中國站排行10名，俄羅斯站名列12位，又於四大洲錦標賽中得第14名。兩年後，劉艷的成績有極大的進步，她在世界大學生冬季運動會中的花樣滑冰單人滑小項中奪到一面銅牌，及後在十運會中贏得金牌，又再於都靈冬季奧運的落選賽中成為第一名，期後在世界花樣滑冰大獎賽中國站排行第五位，之後的加拿大站賽中成為殿軍。
2006年，劉艷於都靈冬季奧運的女子單人滑自由滑節目中以95.46的總得分排名第11位。同年的加拿大世界花樣滑冰錦標賽女子個人滑的短節目中出現錯誤，以46.17分完成賽事，翌日的自由滑中，劉艷最終排名第16位。劉艷在2006年冬季奧運和世锦赛的成绩，是自前世锦赛冠军和连续两届冬奥会季军陈露于1998年退役后中国女子单人滑运动员在这两项赛事中的最佳成绩。
2008年1月的十一冬會中，劉艷以54.75分奪得自由滑的金牌。翌年，她在哈爾賓冬季大學生運動會的開幕式中作為旗手。